# Теорен Флері
Теорен Флері (англ. Theoren Fleury; нар. 29 червня 1968, Оксбоу, Саскачеван) — канадський хокеїст, що грав на позиції крайнього нападника. Грав за збірну команду Канади.
Олімпійський чемпіон. Володар Кубка Стенлі. Провів понад тисячу матчів у Національній хокейній лізі.

## Ігрова кар'єра
Хокейну кар'єру розпочав 1983 року.
1987 року був обраний на драфті НХЛ під 166-м загальним номером командою «Калгарі Флеймс». 
Протягом професійної клубної ігрової кар'єри, що тривала 19 років, захищав кольори команд «Калгарі Флеймс», «Таппара», «Колорадо Аваланч», «Нью-Йорк Рейнджерс», «Чикаго Блекгокс» та «Белфаст Джаєнтс».
Загалом провів 1161 матч в НХЛ, включаючи 77 ігор плей-оф Кубка Стенлі.
Був гравцем молодіжної збірної Канади, у складі якої брав участь у 13 іграх. Виступав за національну збірну Канади, провів 44 гри в її складі.

## Нагороди та досягнення
Клубні
- Трофей Боба Кларка — 1988.
- Володар Кубка Стенлі в складі «Калгарі Флеймс» — 1989.
- Нагорода Плюс-Мінус — 1991.
- Учасник матчу усіх зірок НХЛ — 1991, 1992, 1996, 1997, 1998, 1999, 2001.
- Друга команда всіх зірок НХЛ — 1995.
- Гравець року Британської елітної ліги — 2006.
- Перша команда всіх зірок БЕЛ — 2006.

Збірні Канади
- Чемпіон світу молодіжного чемпіонату — 1988.
- Володар Кубка Канади — 1991.
- Олімпійський чемпіон — 2002.

## Статистика

### Клубні виступи
| Сезон        | Клуб                    | Ліга         | Регулярний сезон | Регулярний сезон | Регулярний сезон | Регулярний сезон | Регулярний сезон | Плей-оф | Плей-оф | Плей-оф | Плей-оф | Плей-оф |
| Сезон        | Клуб                    | Ліга         | І                | Г                | П                | О                | ШХ               | І       | Г       | П       | О       | ШХ      |
| ------------ | ----------------------- | ------------ | ---------------- | ---------------- | ---------------- | ---------------- | ---------------- | ------- | ------- | ------- | ------- | ------- |
| 1983–84      | «Сент-Джеймс Канадієнс» | МЮХЛ         | 22               | 31               | 33               | 64               | 88               |         |         |         |         |         |
| 1984–85      | «Мус-Джо Воріорс»       | ЗХЛ          | 71               | 29               | 46               | 75               | 82               | —       | —       | —       | —       | —       |
| 1985–86      | «Мус-Джо Воріорс»       | ЗХЛ          | 72               | 43               | 65               | 108              | 124              | 13      | 7       | 13      | 20      | 16      |
| 1986–87      | «Мус-Джо Воріорс»       | ЗХЛ          | 66               | 61               | 68               | 129              | 110              | 9       | 7       | 9       | 16      | 34      |
| 1987–88      | «Мус-Джо Воріорс»       | ЗХЛ          | 65               | 68               | 92               | 160              | 235              | —       | —       | —       | —       | —       |
| 1987–88      | «Солт-Лейк Голден Іглс» | ІХЛ          | 2                | 3                | 4                | 7                | 7                | 8       | 11      | 5       | 16      | 16      |
| 1988–89      | «Солт-Лейк Голден Іглс» | ІХЛ          | 40               | 37               | 37               | 74               | 81               | —       | —       | —       | —       | —       |
| 1988–89      | «Калгарі Флеймс»        | НХЛ          | 36               | 14               | 20               | 34               | 46               | 22      | 5       | 6       | 11      | 24      |
| 1989–90      | «Калгарі Флеймс»        | НХЛ          | 80               | 31               | 35               | 66               | 157              | 6       | 2       | 3       | 5       | 10      |
| 1990–91      | «Калгарі Флеймс»        | НХЛ          | 79               | 51               | 53               | 104              | 136              | 7       | 2       | 5       | 7       | 14      |
| 1991–92      | «Калгарі Флеймс»        | НХЛ          | 80               | 33               | 40               | 73               | 133              | —       | —       | —       | —       | —       |
| 1992–93      | «Калгарі Флеймс»        | НХЛ          | 83               | 34               | 66               | 100              | 88               | 6       | 5       | 7       | 12      | 27      |
| 1993–94      | «Калгарі Флеймс»        | НХЛ          | 83               | 40               | 45               | 85               | 186              | 7       | 6       | 4       | 10      | 5       |
| 1994–95      | «Таппара»               | СМ-Л         | 10               | 8                | 9                | 17               | 22               | —       | —       | —       | —       | —       |
| 1994–95      | «Калгарі Флеймс»        | НХЛ          | 47               | 29               | 29               | 58               | 112              | 7       | 7       | 7       | 14      | 2       |
| 1995–96      | «Калгарі Флеймс»        | НХЛ          | 80               | 46               | 50               | 96               | 112              | 4       | 2       | 1       | 3       | 14      |
| 1996–97      | «Калгарі Флеймс»        | НХЛ          | 81               | 29               | 38               | 67               | 104              | —       | —       | —       | —       | —       |
| 1997–98      | «Калгарі Флеймс»        | НХЛ          | 82               | 27               | 51               | 78               | 197              | —       | —       | —       | —       | —       |
| 1998–99      | «Калгарі Флеймс»        | НХЛ          | 60               | 30               | 39               | 69               | 68               | —       | —       | —       | —       | —       |
| 1998–99      | «Колорадо Аваланч»      | НХЛ          | 15               | 10               | 14               | 24               | 18               | 18      | 5       | 12      | 17      | 20      |
| 1999–00      | «Нью-Йорк Рейнджерс»    | НХЛ          | 80               | 15               | 49               | 64               | 68               | —       | —       | —       | —       | —       |
| 2000–01      | «Нью-Йорк Рейнджерс»    | НХЛ          | 62               | 30               | 44               | 74               | 122              | —       | —       | —       | —       | —       |
| 2001–02      | «Нью-Йорк Рейнджерс»    | НХЛ          | 82               | 24               | 39               | 63               | 216              | —       | —       | —       | —       | —       |
| 2002–03      | «Чикаго Блекгокс»       | НХЛ          | 54               | 12               | 21               | 33               | 77               | —       | —       | —       | —       | —       |
| 2004–05      | «Horse Lake Thunder»    | NPHL         | 7                | 4                | 10               | 14               | 28               | —       | —       | —       | —       | —       |
| 2005–06      | «Белфаст Джаєнтс»       | БЕЛ          | 34               | 22               | 52               | 74               | 270              | 7       | 1       | 12      | 13      | 34      |
| 2008–09      | «Стайнбек Норт-Старс»   | Манітоба     | 13               | 8                | 19               | 27               | 42               | 4       | 2       | 5       | 7       | 26      |
| Усього в НХЛ | Усього в НХЛ            | Усього в НХЛ | 1084             | 455              | 633              | 1088             | 1840             | 77      | 34      | 45      | 79      | 116     |

### Збірна
| Рік                | Команда            | Турнір             | І  | Г  | П  | О  | ШХ | Результат     |
| ------------------ | ------------------ | ------------------ | -- | -- | -- | -- | -- | ------------- |
| 1987               | Канада             | Молодіжний ЧС      | 6  | 2  | 3  | 5  | 2  | ДСК           |
| 1988               | Канада             | Молодіжний ЧС      | 7  | 6  | 2  | 8  | 4  | Золота медаль |
| 1990               | Канада             | Чемпіонат світу    | 9  | 4  | 7  | 11 | 10 | 4-е місце     |
| 1991               | Канада             | Чемпіонат світу    | 8  | 5  | 5  | 10 | 8  | срібна медаль |
| 1991               | Канада             | Кубок Канади       | 7  | 1  | 4  | 5  | 12 | Золота медаль |
| 1996               | Канада             | Кубок світу        | 8  | 4  | 2  | 6  | 8  | 2-е місце     |
| 1998               | Канада             | Олімпійські ігри   | 6  | 1  | 3  | 4  | 2  | 4-е місце     |
| 2002               | Канада             | Олімпійські ігри   | 6  | 0  | 2  | 2  | 6  | Золота медаль |
| Молодіжна збірна   | Молодіжна збірна   | Молодіжна збірна   | 13 | 8  | 5  | 13 | 6  |               |
| Національна збірна | Національна збірна | Національна збірна | 44 | 15 | 23 | 38 | 46 |               |